# Tramp Stamps
 (septembre 2022).
La mise en forme du texte ne suit pas les recommandations de Wikipédia : il faut le « wikifier ».
Les points d'amélioration suivants sont les cas les plus fréquents. Le détail des points à revoir est peut-être précisé sur la page de discussion.
- Les titres sont pré-formatés par le logiciel. Ils ne sont ni en capitales, ni en gras.
- Le texte ne doit pas être écrit en capitales (les noms de famille non plus), ni en gras, ni en italique, ni en « petit »…
- Le gras n'est utilisé que pour surligner le titre de l'article dans l'introduction, une seule fois.
- L'italique est rarement utilisé : mots en langue étrangère, titres d'œuvres, noms de bateaux, etc.
- Les citations ne sont pas en italique mais en corps de texte normal. Elles sont entourées par des guillemets français : « et ».
- Les listes à puces sont à éviter, des paragraphes rédigés étant largement préférés. Les tableaux sont à réserver à la présentation de données structurées (résultats, etc.).
- Les appels de note de bas de page (petits chiffres en exposant, introduits par l'outil «  Source ») sont à placer entre la fin de phrase et le point final[comme ça].
- Les liens internes (vers d'autres articles de Wikipédia) sont à choisir avec parcimonie. Créez des liens vers des articles approfondissant le sujet. Les termes génériques sans rapport avec le sujet sont à éviter, ainsi que les répétitions de liens vers un même terme.
- Les liens externes sont à placer uniquement dans une section « Liens externes », à la fin de l'article. Ces liens sont à choisir avec parcimonie suivant les règles définies. Si un lien sert de source à l'article, son insertion dans le texte est à faire par les notes de bas de page.
- La présentation des références doit suivre les conventions bibliographiques. Il est recommandé d'utiliser les modèles {{Ouvrage}}, {{Chapitre}}, {{Article}}, {{Lien web}} et/ou {{Bibliographie}}. Le mode d'édition visuel peut mettre en forme automatiquement les références.
- Insérer une infobox (cadre d'informations à droite) n'est pas obligatoire pour parachever la mise en page.

Pour une aide détaillée, merci de consulter Aide:Wikification.
Si vous pensez que ces points ont été résolus, vous pouvez retirer ce bandeau et améliorer la mise en forme d'un autre article.
 (septembre 2022).
Tramp Stamps est un groupe de musique pop-punk de Nashville, Tennessee, aux États-Unis. Le trio est composé de la chanteuse Marisa Maino, de la guitariste Caroline Baker et de la batteuse Paige Blue. Après avoir connu une certaine popularité sur TikTok, le groupe fait face à de sévères critiques en raison des paroles controversées de leurs chansons, de leur recours à l’image de la culture punk ainsi que du féminisme sans en saisir la signification, et de leurs présumés liens au secteur de la musique commerciale, notamment au producteur controversé Dr. Luke,,,,,,.
Leur musique appartient au genre pop-punk et incorpore des éléments de la musique pop ainsi que du skate punk,,. Depuis 2020, le groupe lance sa musique via sa propre maison de disques, Make Tampons Free.

## Historique
Les trois membres du groupe ont travaillé dans l’industrie de la musique avant de former le groupe. Blue est compositrice; elle a produit de la musique qui a été utilisée pour MTV, DirecTV, Starz ainsi que dans des publicités pour Apple et Sephora. Maino est une artiste solo et une compositrice, tandis que Baker est une interprète connue sous le nom de Carobae. Baker et Maino ont signé des contrats avec la maison de disques de Dr. Luke, Prescription Songs. Cette association sera perçue négativement plus tard, Dr. Luke ayant fait l’objet de multiples accusations de la part de plusieurs artistes, notamment de la part de Kesha pour violence sexuelle, physique et psychologique.
Maino décrit ainsi les activités du groupe : « Nous ne faisons que niaiser. (We’re just fucking around.) ». Avant de former le groupe, Maino avait déjà écrit des chansons avec Blue et était une admiratrice de Baker et de ses chansons; toutes les trois ont travaillé pour la maison de disques AWAL. Au cours d’une soirée arrosée, Maino, Baker et Blue décident d’écrire une chanson, I’d Rather Die. Maino suggère qu’elles forment un groupe à part entière afin d’enregistrer leurs œuvres; Baker et Blue acceptent. C’est ainsi qu’elles commencent à promouvoir Tramp Stamps sur la plateforme TikTok. Elles commencent à attirer l’attention avec leur premier single Sex with Me, mais deviennent la cible de vives critiques après avoir lancé I’d Rather Die, notamment en raison des paroles de la chanson, jugées misandres : I don't know how you think we're gonna fuck; When you can't get it up; I'm sick of hearing it's the alcohol; And when you're finally in the mood; It lasts like one or two seconds.
En raison des carrières de compositrices professionnelles des trois membres et de leur présentation en tant que groupe punk, les membres de Tramp Stamps sont accusées d’avoir été pistonnées. Maino réfute ces allégations : « Parfois, j’aimerais que ce soit vrai, pour que je puisse mettre la faute sur quelqu’un d’autre, au lieu que ce soit le résultat de mes conneries. (There [are] some times where I wish that was true, so then I could be like, "this is somebody else’s fault", instead of some bullshit that I did.) » .

## Discographie

### Extended play
- We Got Drunk and Made an EP (2021)

### Singles

#### 2021
- Sex With Me
- 1-800-miss-ur-guts
- I’d Rather Die
- The Legend of Jennifer

- Not So Silent Night